# Tyrel Jackson Williams
Tyrel Jackson Williams (New York, 1997. március 16. –) amerikai színész.

## Pályafutása
1997. március 16-án született Westchester megyében, New Yorkban, Le'Roy és Angela Williams gyermekeként. Van két szintén színész testvére: Tyler James és Tylen Jacob. 2005-ben a Everybody Hates Chris című sorozatban szerepelt. Tyrel híresebb szerepei közé tartozik Leo Dooley szerepe a Laborpatkányokban, egy eredeti Disney XD sorozatban. Szerepelt még főszereplőként egy televíziós filmben, a Sánta kutya című amerikai-kanadai vígjátékban, amiben Mikey-t játszotta. 2017 és 2020 között a Brockmire című sorozatban szerepelt.

## Filmográfia

### Film
| Év   | Magyar cím      | Eredeti cím                        | Szerep               | Magyar hang  |
| ---- | --------------- | ---------------------------------- | -------------------- | ------------ |
| 2021 | A lecsap csapat | Thunder Force                      | Jessie               | Gacsal Ádám  |
| 2014 | Sánta kutya     | Pants on Fire                      | Mikey                | Bogdán Gergő |
| 2006 | Anyám nyakán    | Failure to Launch                  | Jeffrey              |              |
| 2005 |                 | The Naked Brothers Band: The Movie | játék gitáros gyerek |              |

### Televízió
| Év         | Magyar cím                   | Eredeti cím                    | Szerep            | Megjegyzések                          |
| ---------- | ---------------------------- | ------------------------------ | ----------------- | ------------------------------------- |
| 2017–2020  |                              | Brockmire                      | Charles           | főszereplő                            |
| 2016       |                              | Future-Worm!                   | Presto (hang)     | 3 epizód                              |
| 2012–2014  |                              | Just Kidding                   | önmaga            | műsorvezető                           |
| 2012–2016  | Laborpatkányok               | Lab Rats                       | Leo Dooley        | főszereplő magyar hangja Bogdán Gergő |
| 2011       | Batman: A bátor és a vakmerő | Batman: The Brave and the Bold | Kyle (hang)       | 1 epizód                              |
| 2011       | Király páros                 | Pair of Kings                  | Hilo Tutuki       | 1 epizód                              |
| 2010, 2012 | Balfékek                     | Community                      | Jordan Bennett    | 2 epizód                              |
| 2010       | Sok sikert, Charlie!         | Good Luck Charlie              | Jasper            | 1 epizód                              |
| 2010       | Modern család                | Modern Family                  | kicsi Phil        | 1 epizód                              |
| 2008–2009  |                              | The Backyardigans              | Tyrone (énekhang) | 31 epizód                             |
| 2005, 2007 |                              | Everybody Hates Chris          | Chris fiatalon    | 2 epizód                              |